# Manta (kanton)
Manta – kanton w prowincji Manabí, w Ekwadorze. Stolicą kantonu jest Manta.